# Wielkanoc
Wielkanoc (früher Wielikanoc) ist ein Dorf in der Gmina Gołcza in der Woiwodschaft Kleinpolen. 2006 lebten hier 261 Einwohner.
Der Ort liegt zwei Kilometer von Gołcza entfernt und 31 Kilometer von Kraków.

## Geschichte

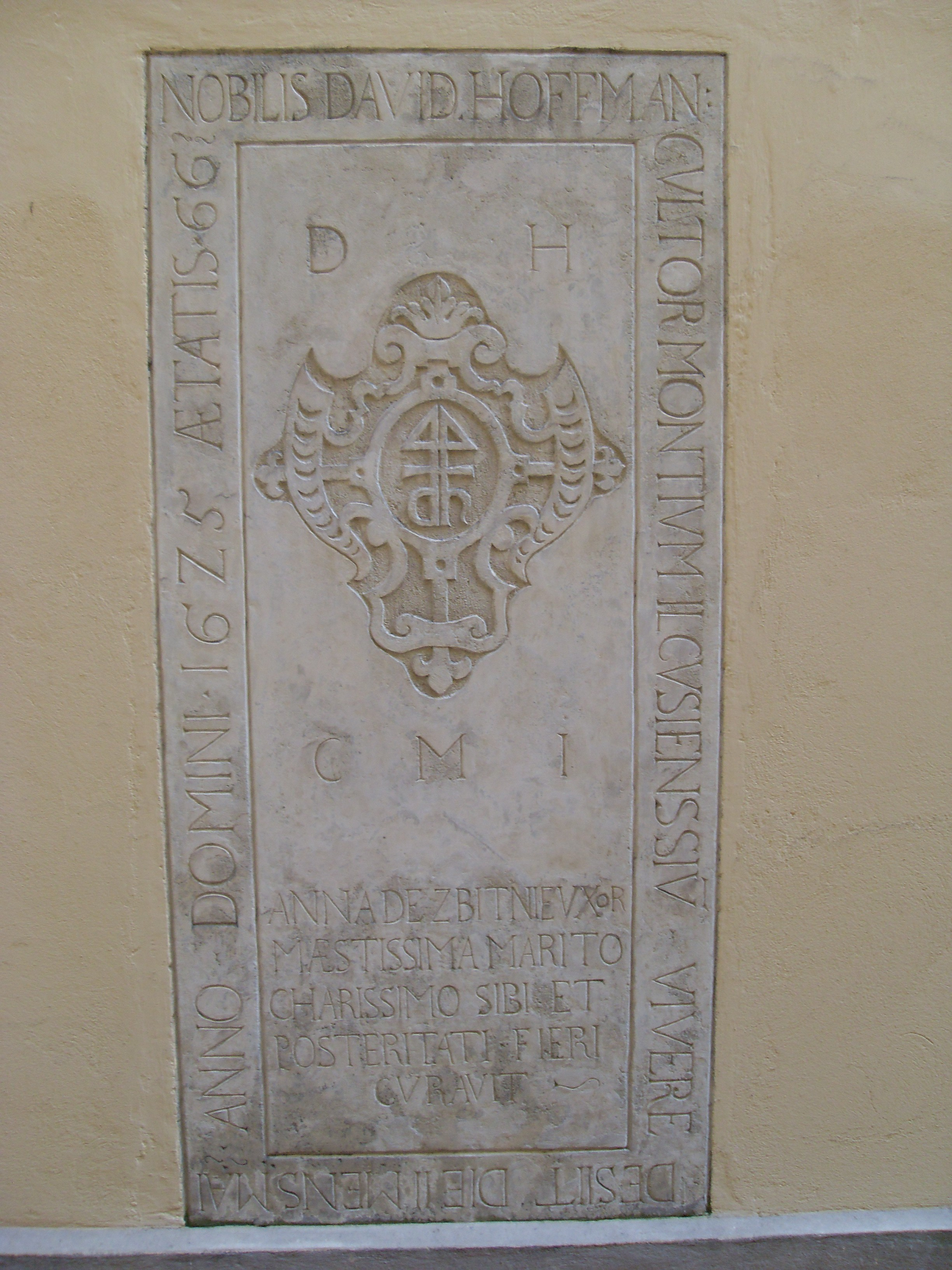
Epitaph aus der Kirche, heute in der Martinskirche (Krakau)

1382 wurde der Ort als Veliczanocz erstmals erwähnt. Der Ortsname bedeutet wörtlich Langenacht.
Im 17. Jahrhundert entstand hier eine evangelisch-reformierte (calvinistische) Gemeinde, deren Kirche auch einmal jährlich von den evangelisch-lutherischen Christen aus Krakau genutzt werden durfte. Die protestantische Gemeinde dauerte bis zum Jahr 1848 als die einzige in der weiten Umgebung.
Der Ort gehörte zum Königreich Polen (ab 1569 in der Adelsrepublik Polen-Litauen), Woiwodschaft Krakau, Kreis Proszowice. Bei der dritten Teilung Polens wurde es 1795 Teil des habsburgischen Kaiserreichs. In den Jahren 1807–1815 gehörte das Dorf zum Herzogtum Warschau, 1815 bis 1918 wurde es Teil des Kongresspolens.
1905 wurde eine Schule im Ort eröffnet und ein Amateurtheater.
In den 1940er Jahren erhielt Wielkanoc Anschluss an das Stromnetz und 1959 an die Wasserversorgung.
1966 gründete sich der Sportklub «Spartak», der bis heute besteht.

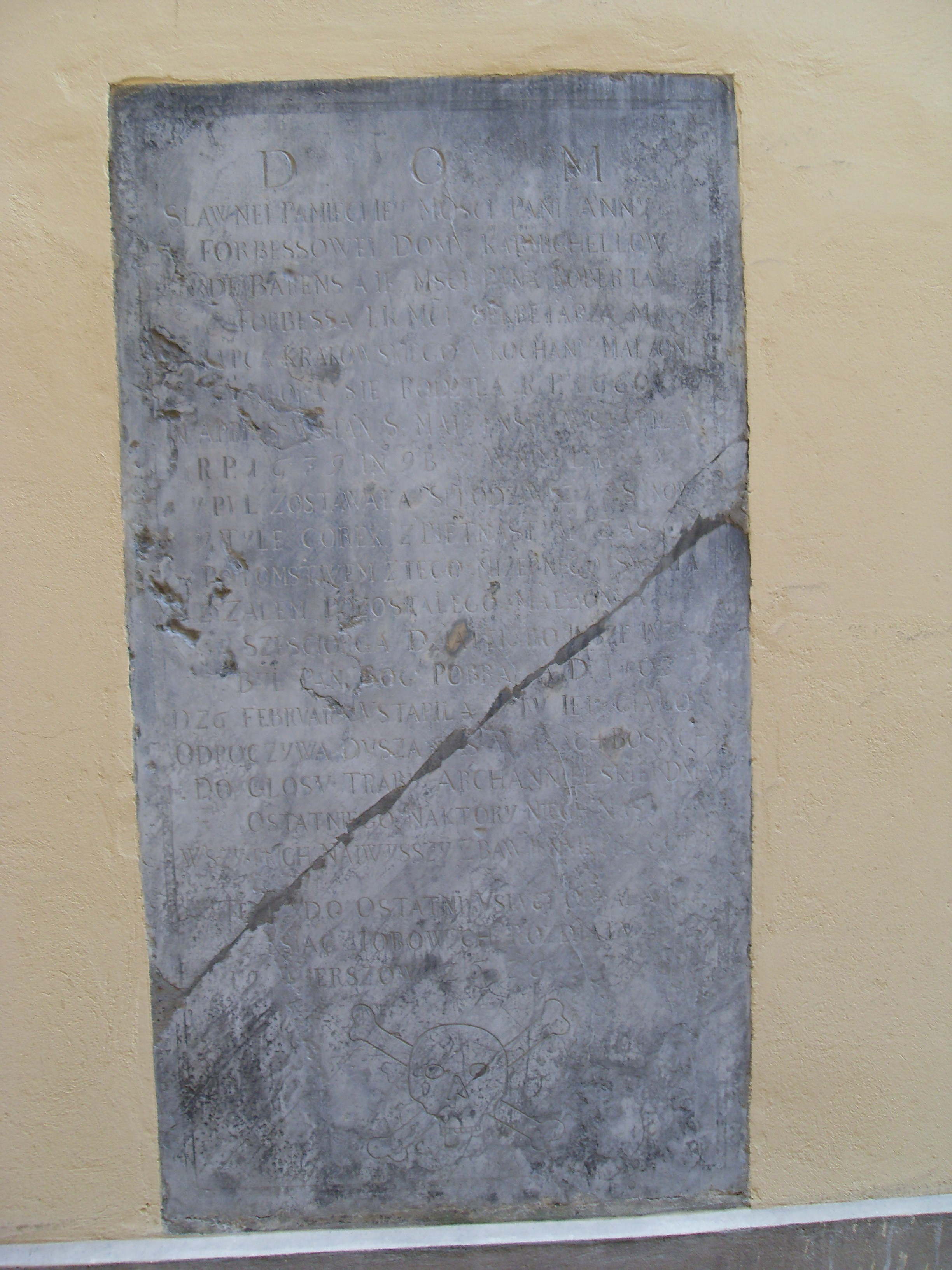
Epitaph aus der Kirche, heute in der Krakauer Martinskirche